# 伊野停留場
伊野停留場（日语：／ Ino teiryūjō */?），是位於高知縣吾川郡伊野町，土佐電交通伊野線的電車站（終點站）。

## 歷史
伊野停留場在1907年（明治40年），伊野線枝川至伊野之間開通時啟用。當時枝川至高知市方向的咥內停留場還未開通，在翌年才開通，該時伊野線全線開通。
伊野町古時盛產土佐和紙。在電車線啟用後，在町生產的和紙會經伊野線和棧橋線運送至高知港。此電車站至棧橋之間設有貨運列車行走，運送製成品和原材料來往兩地，該業務在昭和20年許廢止了。
- 1907年（明治40年）11月7日 - 土佐電気鉄道土佐電氣鐵道（日语：土佐電気鉄道土佐電氣鐵道）電車站啟用，設置了伊野車廠[4]。在啟用時的電車站名中，有文獻記載是「伊野町」[5]。
- 1908年（明治41年）2月20日 - 枝川至咥內之間開通，伊野線全線開通[4]。
- 1999年（平成11年）5月[注 1] - 廢除伊野站長業務，成為無人車站[6]。
- 2008年（平成20年）11月20日 - 新車站大樓落成。
- 2014年（平成26年）10月1日 - 土佐電氣鐵道、高知縣交通（日语：高知県交通）和土佐電Dream Service（日语：土佐電ドリームサービス）合併，土佐電交通成立[7]。成為土佐電交通的電車站。

## 電車站構造

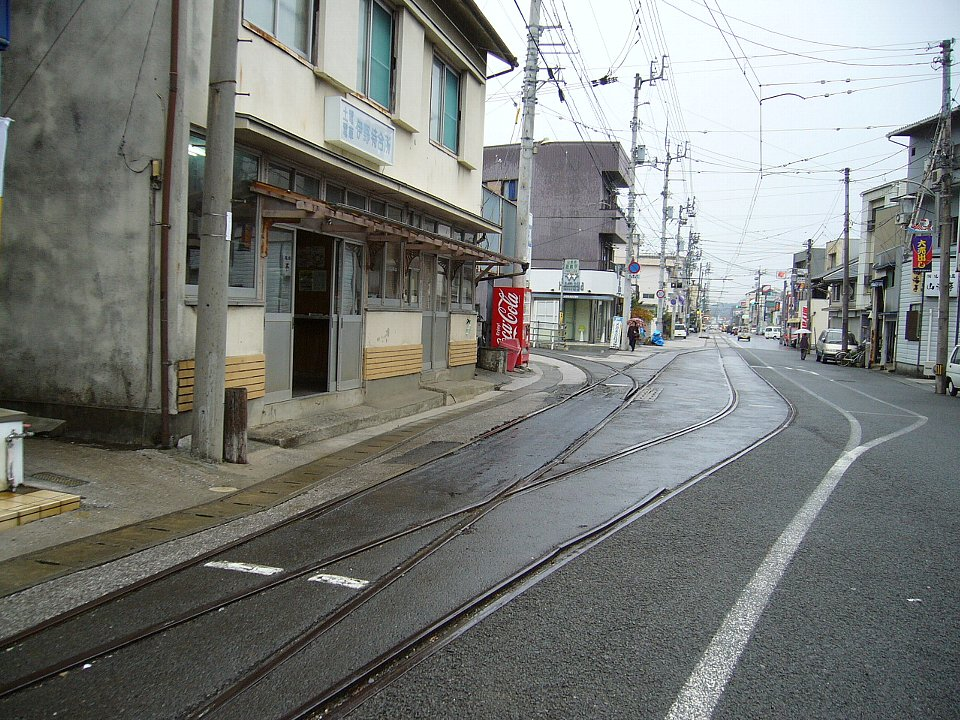
翻新前的候車室乘車處。左邊分支可看見留置線

在電車站內為雙線區間，乘車處向東西兩方延伸面設。由於電車站後方會由兩線匯合成為單線，因此此電車站會作折返之用與分成乘車月台和下車月台。但是，實際上此電車站只使用北邊1月台作上落客之用。南邊的1線通常不會使用，進入電車站的轉轍器固定為只能前往北邊月台。而後方單線區間通常沒有電車駛入，該空間為讓電車站旁的商店作為停車場之用。
在北邊的路軌中，北邊為乘車處，南邊為下車處。乘車處設有月台，下車處位於道路上，並劃上了白線劃分安全島。北邊路軌的北邊設有一座木造古老民居外形的候車室，在候車室內設有廁所、伊野町的廣報和畫廊。曾經該處設有2層高的車站大樓，當時該處設有伊野營業所，可售賣車票。電車站在1999年成為無人車站，隨後車站大樓於2008年重建。
另外，在電車站靠近播磨屋橋方向的左後方設有伊野車廠。車廠在1907年電車站啟用時同時設置，當時設有4條留置線。在1999年，隨著伊野沒有夜間停泊安排後，車廠也終止運作，留置線只剩下1條，車廠原址變成泊車轉乘專用停車場。留置線後來仍然存在，但是與本線之間的轉轍器已經撤走，因此已經不能夠使用。另外，在車廠內曾經長期停泊了使用7形轉向架的舊300形321號已退役車輛，在車廠停用同時拆毀了。

## 電車站周邊
西邊為伊野町中心。從電車站步行10分鐘路段（約700米）可到達伊野町紙之博物館，在較遠方設有椙本神社（伊野大國樣）。
- 伊野町公所
- 伊野町立伊野小學
- SUNNY MART（日语：サニーマート） 伊野店

## 相鄰電車站
土佐電交通
伊野線
伊野站前－伊野

## 注腳